# Psychotria hylocharis
Psychotria hylocharis är en måreväxtart som beskrevs av Paul Carpenter Standley. Psychotria hylocharis ingår i släktet Psychotria och familjen måreväxter. Inga underarter finns listade i Catalogue of Life.